# 佐羅基夫
50°23′39″N 28°37′26″E / 50.39417°N 28.62389°E
佐羅基夫（烏克蘭語：Зороків）是烏克蘭北部的村莊，隸屬日托米爾州的日托米爾區。該村始建於1631年，面積1.2平方公里，海拔高度230米，2001年人口340，人口密度每平方公里283.33人。